# Aconibe
Aconibe és un municipi de Guinea Equatorial, de la província de Wele-Nzas a la Regió Continental. El 2005 tenia 20.105 habitants. Es troba a uns 30 kilòmetres de la frontera amb el Gabon.